# Црква Светог Јеремије у Гребнику
Црква Светог Јеремије се налазила у Гребнику, насељеном месту на територији општине Клина, на Косову и Метохији. Припадала је Епархији рашко-призренске Српске православне цркве.
Црква посвећена Светом Јеремији је била подигнута 1920. године на темељима старог црквиште на месту Кучине, пет километара југоисточно од Клине. У Девичком катастиху 1765/1776. године помињу се Срби Гребничани као дародавци. Око цркве је било неколико столетних дубова и старо хришћанско гробље.

## Разарање цркве 1999. године
Црква је срушена до темеља и терен поравнат булдожером од стране албанских екстремиста, по доласку италијанских снага КФОР-а.